# Il veleno
Il veleno è un singolo del gruppo musicale italiano Linea 77, pubblicato il 12 ottobre 2012 come primo estratto dal terzo EP La speranza è una trappola (Part 1).

## Descrizione
Si tratta del primo singolo che ha visto il bassista e chitarrista Dade alla voce, il quale ha rimpiazzato Emi, allontanato dal gruppo il 4 ottobre dello stesso anno. Rispetto alle precedenti pubblicazioni dei Linea 77, Il veleno è caratterizzato da elementi elettronici, con ritornello ed intermezzo prevalentemente drum and bass.

Il singolo è stato presentato dal gruppo il 12 ottobre 2012 attraverso il seguente comunicato:
 Nella stessa data il brano è stato reso disponibile sia per l'ascolto che per il download gratuito.

## Video musicale
Il video, diretto da Ivan Cazzola e girato interamente in bianco e nero presso i Blu Room Studio di Chivasso, è stato reso disponibile il 26 novembre 2012 e mostra scene del gruppo eseguire il brano in una stanza con altre in cui Dade e Nitto si aggirano per gli studi cantando il brano.

## Tracce
1. Il veleno – 4:14

## Formazione
Gruppo
- Nitto – voce
- Dade – voce
- Chinaski – chitarra
- Paolo – chitarra
- Maggio – basso
- Tozzo – batteria

Altri musicisti
- Ale Bavo – sintetizzatore, programmazione